# Lik (Band)
Lik ist eine schwedische Death-Metal-Band aus Stockholm, die 2014 gegründet wurde.

## Geschichte
Die Band wurde im Jahr 2014 gegründet. Im Oktober des folgenden Jahres erschien über War Anthem Records unter dem Namen Mass Funeral Evocation das Debütalbum der Gruppe. Daraufhin unterzeichnete sie einen Plattenvertrag bei Metal Blade Records, worüber Anfang Mai 2018 das zweite Album Carnage veröffentlicht wurde. Es war unter der Leitung von Lawrence Mackrory in den Dugout Studios in Uppsala aufgenommen worden. Als assistierender Toningenieur war Daniel Bergstrand tätig gewesen. In ihrer Karriere war die Band bisher live unter anderem auf dem finnischen Tuska Open Air Metal Festival, den slowenischen Metaldays und dem schwedischen Gefle Metal Festival zu sehen. Auch teilte sie mit Gruppen wie Overtorture und Swallow the Sun die Livebühne.
Nachdem am 25. September 2020 das Album Misanthropic Breed veröffentlicht worden war, wurde die Band am 20. März 2021 mit dem renommierten schwedischen Musikpreis P3 Guld in der Kategorie „Hard Rock/Metal“ ausgezeichnet.

## Stil
Peter Mildner von Metal.de ordnete Mass Funeral Evocation dem Death Metal zu und ordnete das Album zwischen den Veröffentlichungen von Dismember, Evocation und Demonical ein. In den Songs sei zudem eine „Liebe zu Doppel-Lead-Melodien“ im Stil von Iron Maiden erkennbar. Die Variabilität der Songs äußere sich vor allem in gelegentlichen Veränderungen der Spielgeschwindigkeit. Patrick Schmidt vom Rock Hard schrieb in seiner Rezension zu Carnage, dass das Album mit klassischen Death-Metal-Veröffentlichungen anderer schwedischer Bands wie Carnage und Nihilist vergleichbar ist, wobei die Gruppe jedoch auch versuche, die Musik zeitgemäß zu halten. Neben gelegentlichen Dismember-Parallelen, die durch originelle und melodische Soli angereichert würden, nähere man sich auch immer wieder dem D-Beat an. In derselben Ausgabe interviewte Mandy Malon Niklas Sandin, welcher angab, dass Dismember unter anderem ein wichtiger Einfluss der Gruppe ist. Die Texte von Lik würden durch verschiedenste Dinge beeinflusst, inhaltlich verglich er sie mit Horrorfilmen der 1980er Jahre, welche gruselig und mit etwas Humor gepaart worden seien. Katrin Riedl vom Metal Hammer rezensierte das Album ebenfalls und stellte fest, dass die Musik noch „etwas derber“ ist, als die von einer Gruppe wie Demonical. Insgesamt bestehe die Musik „aus brutalem Old School-Death, ohne auf eine gewisse melodische Unterfütterung zu verzichten“, wobei man meist zwischen aggressiven und melodischen Passagen wechsele. Marc Halupczok fügte hinzu, dass ihm besonders die Eingängigkeit, die Authentizität und der Abwechslungsreichtum aufgefallen sind. Matthias Weckmann empfand die Musik ebenfalls als authentisch, jedoch wenig innovativ, wobei er Gemeinsamkeiten zu Entombed herausgehört habe.

## Diskografie
- 2014: Behold the Beheaded (Demo, Selbstverlag)
- 2015: Mass Funeral Evocation (Album, War Anthem Records)
- 2018: Carnage (Album, Metal Blade Records)
- 2020: Misanthropic Breed (Album, Metal Blade Records)
- 2025: Necro (Album, Metal Blade Records)